# Мордакин, Николай Иванович
Николай Иванович Мордакин (12 декабря 1922, с. Кирза, Ново-Николаевская губерния — 6 октября 1985, Новосибирск) — советский воин-пехотинец в годы Великой Отечественной войны, Герой Советского Союза (27.02.1945). Сержант.

## Биография
Николай Мордакин родился 12 декабря 1922 года в селе Кирза (ныне — Ордынский район Новосибирской области). После окончания начальной школы работал в колхозе, затем приехал в Новосибирск и стал работать слесарем на Новосибирском судоремонтном заводе. 
В июне 1943 года Мордакин был призван на службу в Рабоче-крестьянскую Красную Армию. Служил в 89-й танковой бригаде, с 1943 года в 31-м отдельном учебном танковом полку. С февраля 1944 года — на фронтах Великой Отечественной войны. Воевал стрелком-радистом в танковой части на Западном и 1-м Белорусском фронтах. В одном из боёв получил сильные ранение и контузию. После выписки из госпиталя был переведён в пехоту.
С середины 1944 года младший сержант Николай Мордакин командовал отделением 1285-го стрелкового полка 60-й стрелковой дивизии 47-й армии 1-го Белорусского фронта. Отличился во время освобождения Польши, когда уже после завершения Белорусской наступательной операции (в которой он тоже участвовал и был легко ранен) его полк участвовал в боях за сильно укрепленное предместье Варшавы на правом берегу Вислы — Прагу. Тогда он первым ворвался в укрепленное здание, из которого немецкие автоматчики вели огонь по советским воинам, и гранатами уничтожил всех находившихся там гитлеровцев. За этот бой его наградили орденом Красной Звезды.
Затем уже ставший сержантом Николай Мордакин совершил выдающийся подвиг в начале Висло-Одерской операции. В ночь с 15 на 16 января 1945 года в составе передовой группы Мордакин переправился через Вислу в районе посёлка Новы-Двур и принял активное участие в боях за захват важной высоты на её западном берегу, только в бою за первую траншею лично уничтожив несколько огневых точек и более 10 солдат и офицеров противника. Во время отражения немецкой контратаки Мордакин был ранен в грудь.
Указом Президиума Верховного Совета СССР от 27 февраля 1945 года за «образцовое выполнение боевых заданий командования на фронте борьбы с немецкими захватчиками и проявленные при этом отвагу и геройство» сержанту Николаю Ивановичу Мордакину присвоено звание Героя Советского Союза с вручением ордена Ленина и медали «Золотая Звезда» за номером 4702.
После Победы служил в 390-м запасном стрелковом полку 10-й запасной стрелковой дивизии. В 1946 году был демобилизован. 
Проживал в Новосибирске. Работал шофёром на автокомбинате № 1. Умер 6 октября 1985 года, похоронен на Заельцовском кладбище Новосибирска.
Был также награждён орденами Отечественной войны 1-й степени (11.03.1985) и Красной Звезды (30.09.1944), рядом медалей.

## Память
- В районном центре Ордынское Новосибирской области в Мемориальном парке героев-земляков установлен бюст Н. И. Мордакина.
- Именем Героя названа улица в селе Кирза Ордынского района Новосибирской области.
- Имя выбито на памятнике на Аллее Героев у Монумента Славы в Новосибирске.